# 狭山线
狹山線（日语：／ Sayama sen */?）是一條連結西所澤站至西武球場前站，屬於西武鐵道的鐵路線。全線在埼玉縣所澤市內行走。車站編號使用的路線記號為SI。

## 路線資料
- 路線距離（營業距離）：4.2公里
- 軌距：1067毫米
- 站數：3個（包括起終點站）
- 複線路段：沒有（單線）
- 電氣化路段：全線（直流電1500V高架電纜）

## 車站列表
- 所有車站均位於埼玉縣所澤市。
- 參見「西武池袋線車站列表」。
- 至西所澤站為止的營業距離，池袋起計27.2公里、所澤起計2.4公里。
- 軌道（狹山線內全線單線） … ◇、∨、∧：可進行列車交會
- 車站編號至2013年3月為止依次引入[1]。

範例
●：停靠、｜：通過
| 車站編號 | 中文站名   | 日文站名 | 英文站名 | 站間距離 | 累計距離 | 特急 | 接續路線                                    | 軌道 |
| -------- | ---------- | -------- | -------- | -------- | -------- | ---- | ------------------------------------------- | ---- |
| SI18     | 西所澤     |          |          | -        | 0.0      | ｜   | 西武鐵道： 池袋線（部分列車直通至池袋方向） | ∨    |
| SI40     | 下山口     |          |          | 1.8      | 1.8      | ｜   |                                             | ◇    |
| SI41     | 西武球場前 |          |          | 2.4      | 4.2      | ●    | 西武鐵道： 山口線（SY03）                   | ∧    |